# Giresun (province)
Pour la ville, voir Giresun.
La province de Giresun (en turc : Giresun ; en grec : Κερασούντα, Pharnacia, Choerades ; en laze et géorgien : გირესუნი) est une des 81 provinces (en turc : il, au singulier, et iller au pluriel) de la Turquie.
Sa préfecture (en turc : valiliği) se trouve dans la ville éponyme de Giresun.

## Géographie
Située sur la côte sud de la mer Noire, dans la région du Pont, sa superficie est de 6 934 km2. Son climat pontique est de type subtropical humide (Köppen : Cfa ).

## Histoire
La province connut la colonisation grecque et perse du VIe siècle av. J.-C. avant d’appartenir au royaume du Pont et d’être, en -70, prise par les Romains de Lucullus. Dans l’Antiquité tardive, elle fait partie de l’Empire romain d'orient , qui l’intègre dans le thème des Arméniaques. En 1204/1205, elle passe sous le contrôle de l’empire de Trébizonde mais après l’invasion mongole de l’Anatolie par Tamerlan et ses descendants établis en Iran, plusieurs tribus turques et turkmènes s’installent dans l’arrière-pays de Giresun et en 1458 le pays passe aux mains du sultan ottoman Mehmed II. Petit à petit, pour échapper au « haraç » (double-capitation) et à la « pédomazoma » (enlèvement des garçons pour le corps des janissaires) les habitants chrétiens adoptent l’islam et la langue turque, de sorte qu’en 1923 (expulsion des chrétiens selon le traité de Lausanne) les non-musulmans ne représentaient pas plus de 15 % de la population.

## Démographie
Au recensement de 2000, la province était peuplée d'environ 523 819 habitants, soit une densité de population d'environ 112 hab./km2.
| 2000    | 2001    | 2002    | 2003    | 2004    | 2005    | 2006    | 2007    | 2008    |
| ------- | ------- | ------- | ------- | ------- | ------- | ------- | ------- | ------- |
| 410 946 | 412 428 | 413 335 | 414 062 | 414 909 | 415 830 | 416 760 | 417 505 | 421 766 |

| 2009    | 2010    | 2011    | 2012    | 2013    | 2014    | 2015    | 2016    | 2017    |
| ------- | ------- | ------- | ------- | ------- | ------- | ------- | ------- | ------- |
| 421 860 | 419 256 | 419 498 | 419 555 | 425 007 | 429 984 | 426 686 | 444 467 | 437 393 |

| 2018    | 2019    | 2020    | 2021    | 2022    | 2023    | - | - | - |
| ------- | ------- | ------- | ------- | ------- | ------- | - | - | - |
| 453 912 | 448 400 | 448 721 | 450 154 | 450 862 | 461 712 | - | - | - |

## Administration
La province est administrée par un préfet (en turc : vali).

## Subdivisions
La province est divisée en 16 districts (en turc : ilçe, au singulier).